# Buchtienia boliviensis
Buchtienia boliviensis är en orkidéart som beskrevs av Rudolf Schlechter. Buchtienia boliviensis ingår i släktet Buchtienia och familjen orkidéer. Inga underarter finns listade i Catalogue of Life.